# قضیه پوئینتینگ
در الکترودینامیک کلاسیک، قضیه پوئینتینگ یک معادله‌ی دیفرانسیل بیان‌کننده پایستگی انرژی برای میدان‌های الکترومغناطیسی است. این معادله به نام فیزیک‌پیشه بریتانیایی، جان هنری پوئینتینگ نامیده شده است. 
قضیه پوئینتینگ مشابه قضیه کار-انرژی در مکانیک کلاسیک است و از لحاظ ریاضی همانند معادله پیوستگی است. زیرا این معادله، آهنگ تغییر انرژی ذخیره شده در میدان الکترومغناطیسی را به کار انجام شده روی یک چگالی بار الکتریکی  و شار انرژی مربوط می‌کند.

## بیان قضیه

### در حالت کلی
این قضیه بیانی از پایستگی انرژی است:
آهنگ شارش انرژی (در واحد حجم) از یک ناحیه در فضا برابر است با آهنگ کار انجام شده روی توزیع بار موجود به اضافه‌ی شار انرژی خارج‌شونده از آن ناحیه. به بیان ریاضی (فرم دیفرانسیلی) :
{\displaystyle -{\frac {\partial u}{\partial t}}=\nabla \cdot \mathbf {S} +\mathbf {J} \cdot \mathbf {E} }
که در آن، S بردار پوئینتینگ  و J چگالی جریان الکتریکی آزاد است. چگالی انرژی  u  نیز توسط رابطه‌ی زیر داده می‌شود:
{\displaystyle u={\frac {1}{2}}\left(\mathbf {E} \cdot \mathbf {D} +\mathbf {B} \cdot \mathbf {H} \right).}
با استفاده از قضیه دیورژانس، قضیه پوئینتینگ را می‌توان به فرم انتگرالی نوشت:
{\displaystyle -{\frac {\partial }{\partial t}}\int _{V}udV=}{\displaystyle \scriptstyle \partial V}{\displaystyle \mathbf {S} \cdot d\mathbf {A} +\int _{V}\mathbf {J} \cdot \mathbf {E} dV}
که در آن،  {\displaystyle \partial V\!} مرز حجم V است. حجم مورد نظر، دلخواه اما ثابت است.